# Washington County (Utah)
Washington County je okres ve státě Utah v USA. K roku 2010 zde žilo 138 115 obyvatel. Správním městem okresu je St. George. Celková rozloha okresu činí 6 293 km². Byl pojmenován podle George Washingtona.